# Bottrop
Bottrop (pronunciación en alemán: /ˈbɔtʁɔp/ⓘ) es una ciudad del estado de Renania del Norte-Westfalia, en Alemania. Está situada en la región del Ruhr. Tiene 120 324 habitantes (a fecha de 31 de diciembre de 2003) y un área de 100,6 km².
El actual[¿cuándo?] alcalde es Bernd Tischler.

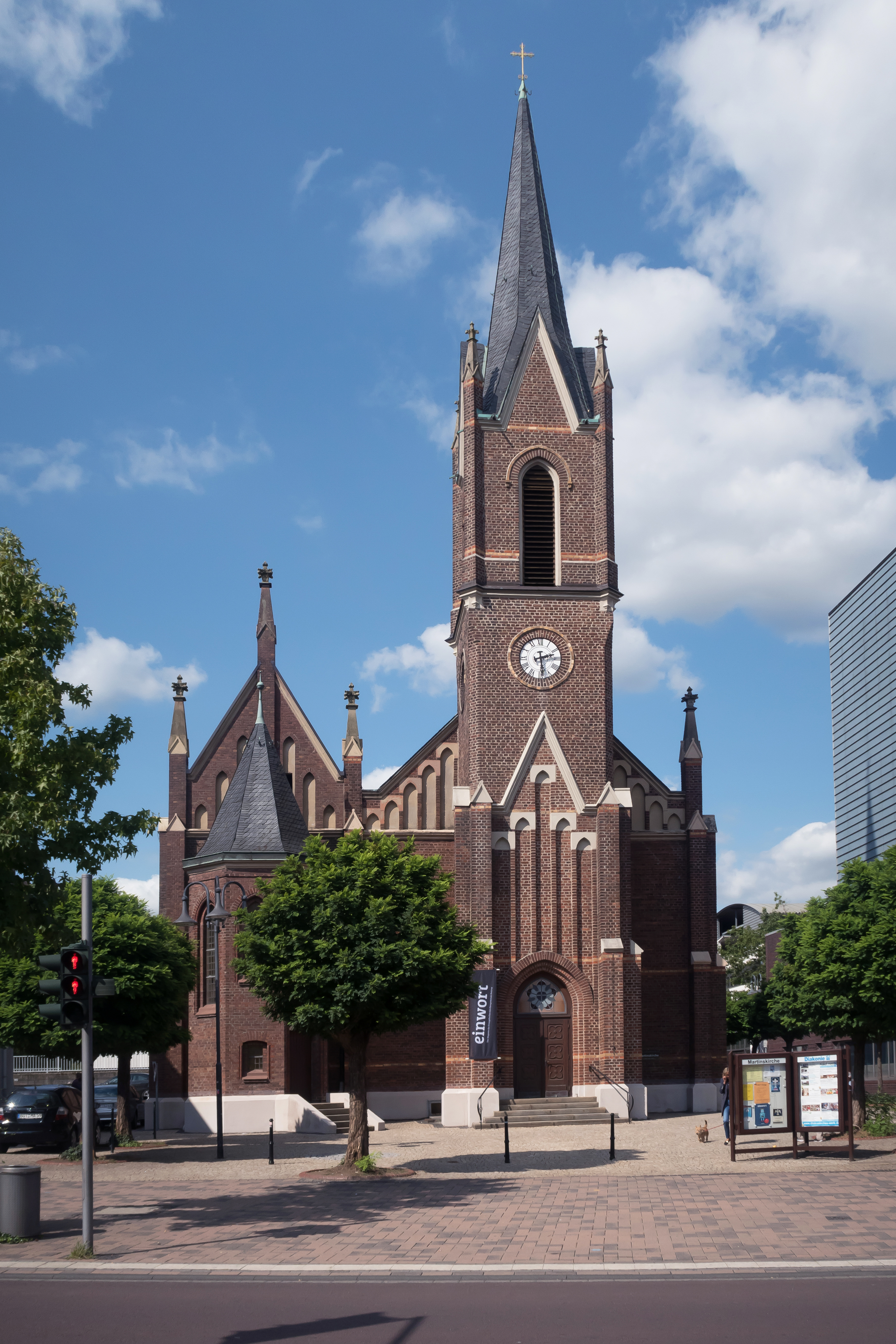
La iglesia: Martinskirche

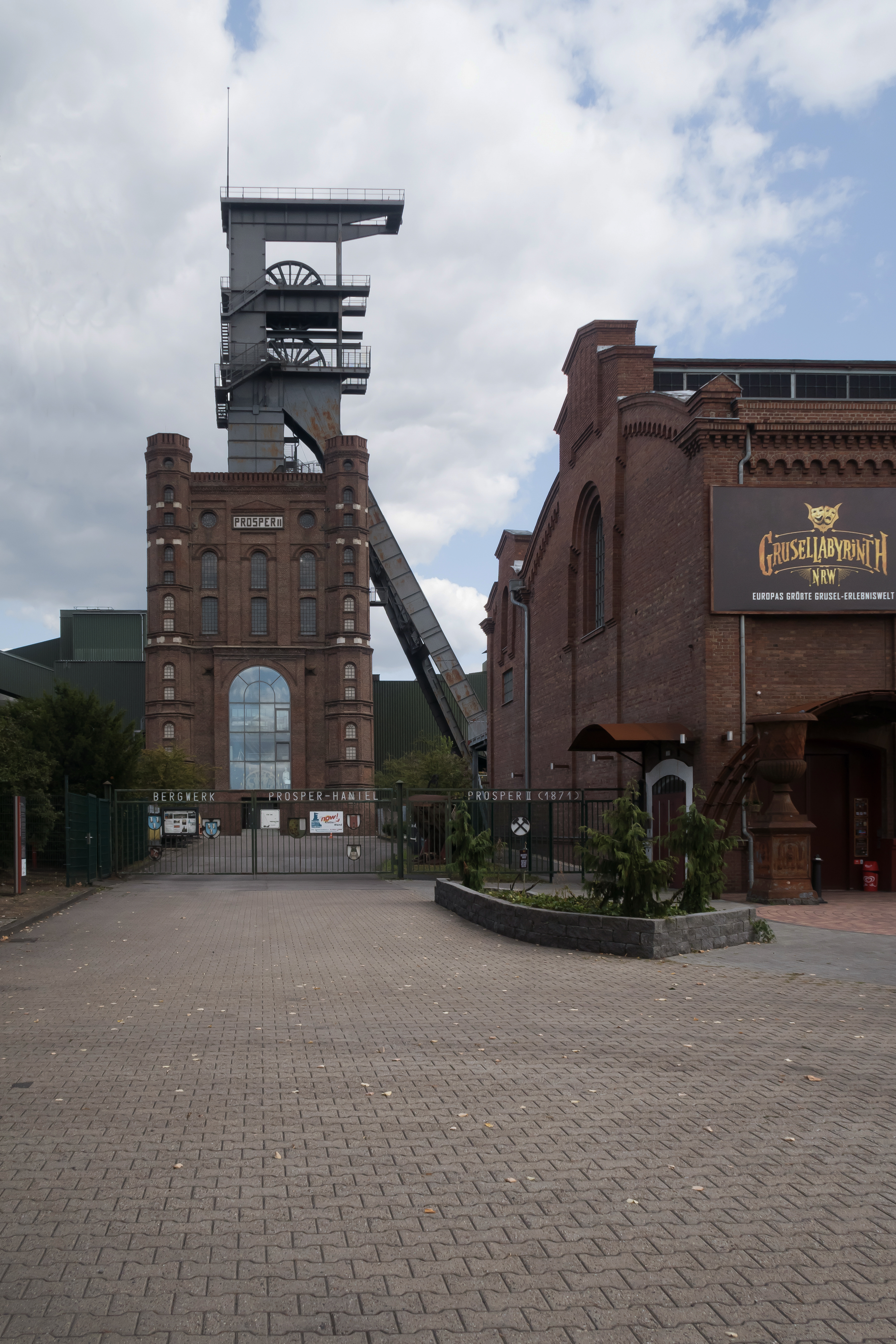
La mina: Bergwerk Prosper 2

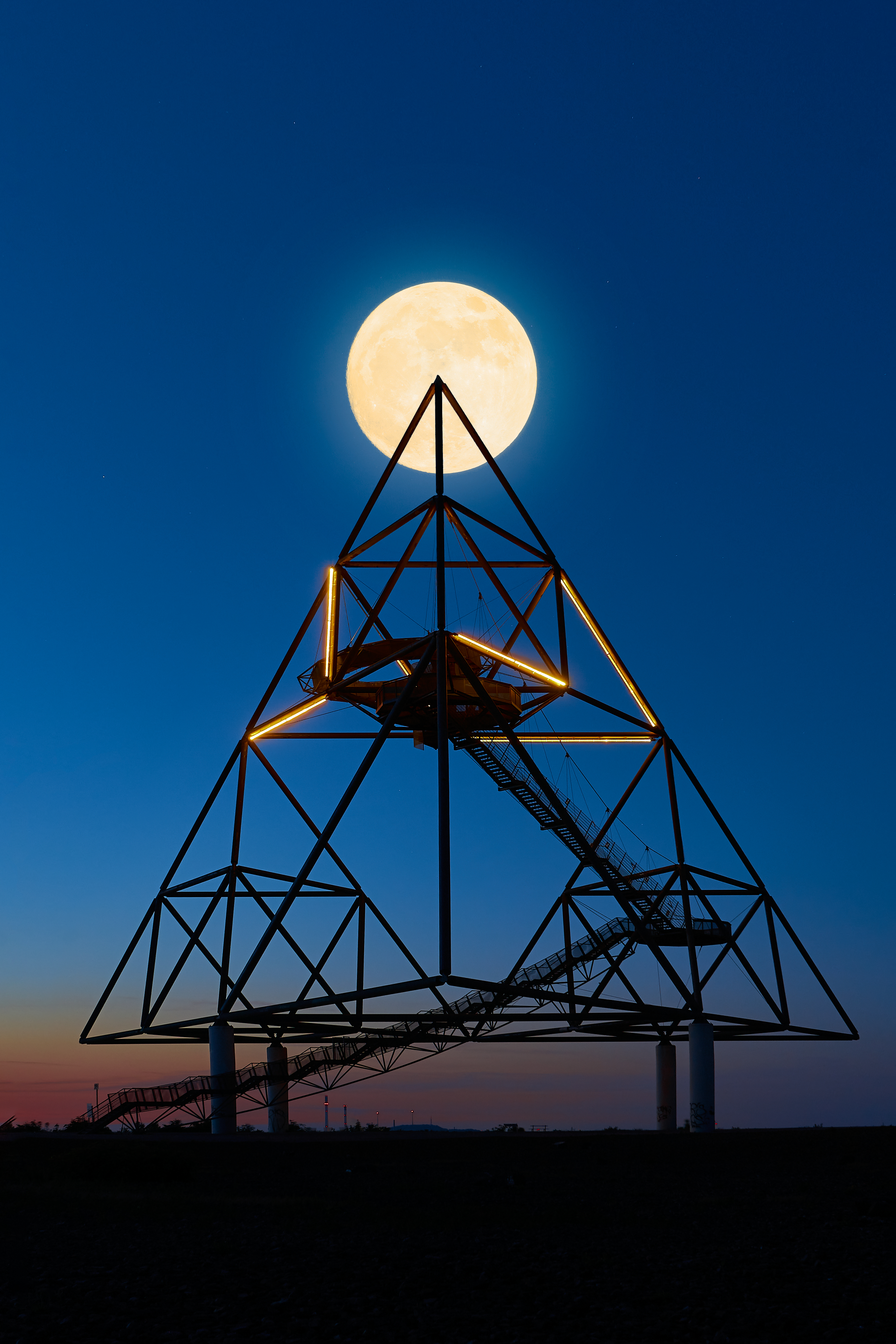
Tethraedon